# Andre (priimek)
Andre je priimek več znanih oseb:
- Antonie André (1858—1943), francoski režiser
- Arnaldo André (*1943), paragvajsko-ameriški igralec
- Carl Andre (*1935), ameriški kipar
- Eduard André (1840—1911), francoski hortikulturni strokovnjak
- Lona Andre (1915—1992), ameriška igralka
- Gawili Andre (1908—1959), dansko-ameriška igralka